# Papieska elekcja 1243
Papieska elekcja 15-25 czerwca 1243 – papieska elekcja, która po półtorarocznej sediswakancji wybrała Innocentego IV na następcę Celestyna IV.

## Pontyfikat Celestyna IV
Papież Celestyn IV zmarł 10 listopada 1241. Jego pontyfikat trwał zaledwie 16 dni i nie przyniósł żadnych zmian w sytuacji Stolicy Apostolskiej, silnie skonfliktowanej z ekskomunikowanym cesarzem Fryderykiem II, który kontrolował zbrojnie okolice Rzymu i przetrzymywał w niewoli dwóch kardynałów: Giacomo Pecoraria i Ottone de Monteferrato. Kardynał Ottone de Monteferrato został zwolniony w sierpniu 1242, a Giacomo Pecoraria dopiero w maju 1243. W czerwcu 1243 Kolegium Kardynalskie wreszcie mogło zebrać się w Anagni aby wybrać nowego papieża.

## Lista uczestników
W chwili śmierci Celestyna IV było prawdopodobnie 10 kardynałów, jednak w trakcie sediswakancji zmarł kardynał biskup Porto e S. Rufina Romano Bonaventura. W elekcji wzięło udział 9 kardynałów:
- Rinaldo Conti di Jenne (nominacja kardynalska: 18 września 1227) – kardynał biskup Ostia e Velletri; prymas Świętego Kolegium Kardynałów
- Giacomo Pecoraria OCist (20 września 1231) – kardynał biskup Palestriny
- Giovanni Colonna (27 maja 1206) – kardynał prezbiter S. Prassede; protoprezbiter Świętego Kolegium Kardynałów
- Sinibaldo Fieschi (18 września 1227) – kardynał prezbiter S. Lorenzo in Lucina
- Stefano Conti (5 marca 1216) – kardynał prezbiter S. Maria in Trastevere; archiprezbiter bazyliki watykańskiej
- Rainiero da Viterbo OCist (5 marca 1216) – kardynał diakon S. Maria in Cosmedin; protodiakon Świętego Kolegium Kardynałów
- Gil Torres (17 grudnia 1216) – kardynał diakon Ss. Cosma e Damiano
- Ottone de Tonengo (18 września 1227) – kardynał diakon S. Nicola in Carcere Tulliano
- Riccardo Annibaldi (29 maja 1238) – kardynał diakon S. Angelo in Pescheria; rektor Kampanii

Pięciu elektorów mianował Grzegorz IX, trzech Innocenty III, a jednego Honoriusz III.

## Przebieg elekcji. Wybór Innocentego IV
Elekcja rozpoczęła się 15 czerwca 1243 roku. Podobnie jak dwa lata wcześniej starły się ze sobą dwie frakcje. Jedna (nieco liczniejsza) opowiadała się za kontynuacją bezkompromisowej wobec cesarza polityki Grzegorza IX. Druga frakcja, której przewodził kardynał Colonna, opowiadała się za przyjęciem bardziej ugodowej postawy i poszukiwaniem kompromisu z Fryderykiem II. Odmiennie jednak niż dwa lata wcześniej, tym razem górą byli zwolennicy polityki konfrontacji. 25 czerwca jednogłośnie wybrano ich kandydata kardynała Sinibaldo Fieschi, który przyjął imię Innocenty IV, na cześć Innocentego III, wielkiego orędownika supremacji władzy duchownej. Trzy dni później w katedrze w Anagni odbyła uroczysta intronizacja nowego papieża.